# ماك ميتشيل
ماك ميتشيل (بالإنجليزية: Mack Mitchell)‏ هو لاعب كرة قدم أمريكية أمريكي، ولد في 16 أغسطس 1952 في ديبول في الولايات المتحدة.

## وصلات خارجية
- ماك ميتشيل على موقع كلية كرة السلة في سبورتس رفرنس.كوم (الإنجليزية)
- ماك ميتشيل على موقع مرجع كرة القدم المحترفة.كوم (الإنجليزية)